# Toksport WRT
Toksport WRT és un equip de curses i preparació per esports de motor amb seu principal a Nürburgring, a la localitat de Quiddelbach, Alemanya. Des de fa molts anys és l'estructura esportiva principal amb la que Škoda Motorsport porta a competició els seus vehicles.
Han guanyat la categoria WRC 2 del Campionat Mundial de Ral·lis l'any 2021 amb Andreas Mikkelsen i l'any 2022 amb Emil Lindholm. També han guanyat el Campionat d'Europa de Ral·lis l'any 2019 amb Chris Ingram i l'any 2021 amb Andreas Mikkelsen.

## Trajectòria
L'any 2019 guanyen el Campionat d'Europa de Ral·lis amb el pilot Chris Ingram al volant d'un Škoda Fabia R5. Donant el salt a temps complert al WRC 2 de cara al 2020 amb Pontus Tidemand, Eyvind Brynildsen i Jan Kopecký amb l'Škoda Fabia R5. Val a dir que Tokstrom ja havia participat puntualment en proves del WRC 2 des del 2016. Tidemand acabaria segon del campionat, tan sols superat per Mads Østberg de l'equip PH Sport.
De cara a la temporada 2021 els pilots són Marco Bulacia, Eyvind Brynildsen i Andreas Mikkelsen, el qual aconseguiria tres victòries i dues segones posicions, amb el que es proclamaria guanyador de la categoria del Mundial. A més, aquella mateixa temporada, Mikkelsen també guanyaria el Campionat d'Europa de Ral·lis. El cotxe utilitzat per aquella temporada va ser el Škoda Fabia Rally2 evo.
A partir de la temporada 2022 Toksport crea un doble equip per disputar el WRC 2: el Toksport WRT i el Toksport WRT 2. Pel 2022, el primer estigué integrat, principalment, per Andreas Mikkelsen i Marco Bulacia, mentre que el segon per Emil Lindholm i Nikolai Griazin. Els equips de Tosport serien els grans dominadors de la temporada. Lindholm es proclamaria guanyador del WRC 2, mentre que Mikkelsen finalitzaria segon i Gryazin cinquè.
De cara la temporada 2023 són tres els equips que elabora Toksport. De nou torna a guanyar la categoria, en aquesta ocasió amb el noruec Andreas Mikkelsen i, de nou, el subcampió també és un pilot del equip, en aquesta ocasió el britànic Gus Greensmith.